# NGC 4331
NGC 4331 je nepravilna galaktika u zviježđu Zmaju.

## Vanjske poveznice
- (eng.) SEDS: NGC 4331
- (eng.) Revidirani Novi opći katalog
- (eng.) Izvangalaktička baza podataka NASA-e i IPAC-a
- (eng.) Astronomska baza podataka SIMBAD
- (eng.) VizieR